# بارك هوان هي
بارك هوانغ هي (بالكورية: 박환희)‏ هي ممثلة وعارضة أزياء كورية جنوبية. ولدت يوم 13 أكتوبر 1990 في مقاطعة غيونغسانغ الجنوبية في كوريا الجنوبية.

## روابط خارجية
- بارك هوان هي على موقع IMDb (الإنجليزية)
- بارك هوان هي على موقع قاعدة بيانات الفيلم (الإنجليزية)